# Laktionow-Gletscher
Der Laktionow-Gletscher (russisch Ледник Лактионова Lednik Laktionowa) ist ein Gletscher im ostantarktischen Königin-Maud-Land. Im Conradgebirge der Orvinfjella liegt er südwestlich der Henry-Moräne an der Nordwestflanke des Bjerkenuten.
Russische Wissenschaftler benannten ihn nach Alexander Fjodorowitsch Laktionow (1899–1965), sowjetischer Meereisforscher am Arktischen und Antarktischen Forschungsinstitut in Leningrad und Leiter der dortigen Abteilung für Ozeanographie, Eisprognosen und Flussmündungen von 1927 bis zu seinem Tod.